# Camp (style)
Pour les articles homonymes, voir Camp.
Pour un article plus général, voir Culture LGBT.
Le camp, terme anglais probablement tiré du français « se camper » (« prendre la pose »), est utilisé par les historiens de l'art, les critiques culturels, critiques de mode, le milieu de la haute couture, les sociologues et théoriciens du genre pour décrire à la fois un style, une forme d'expression.  L'esthétique camp joue sur l'exagération, le grotesque, la provocation et l'ironie et émerge comme une forme de sensibilité importante dans la culture des années 1960. Le style camp est aussi décrit comme un regard propre à la sous-culture gay masculine, et queer en général.

## Définition
Il est difficile de donner une définition exacte du terme, qui décrit un style ou une attitude, mais selon Paul Baker ce style comporte plusieurs éléments généralement marquants, qui ne sont pas forcément tous présents en même temps.
Premièrement on constate la présence d'exagération, d'emphase et d'excès engendrant de l'attention, deuxièmement l'artifice, car ce qui est naturel n'est généralement jamais « camp ». Les gestes et actions comportant une dimension  théâtrale sont ainsi par excellence « camp ». Le troisième élément souvent présent est un trait de naïveté ou d'idiotie feinte qui devient un trait d'humour, qu'il soit intentionnel ou pas. Le quatrième élément est une tendance à s'opposer aux comportements et types normatifs et à être hors norme, ce qui parfois fait référence à la notion de queer ou de marginalité.

## Histoire
Pour Andrew Bolton, conservateur en chef du Costume Institute du Metropolitan Museum of Art (MET) qui a consacré une exposition au MET sur le sujet, la première occurrence du mot camp intervient dans une lettre de Lord Arthur Clinton à son amant Frederick Park, connu pour ses performances de travestissement dans le groupe Fanny et Stella (en). Il lui écrit « My campish undertakings are not at present meeting with the success they deserve ».

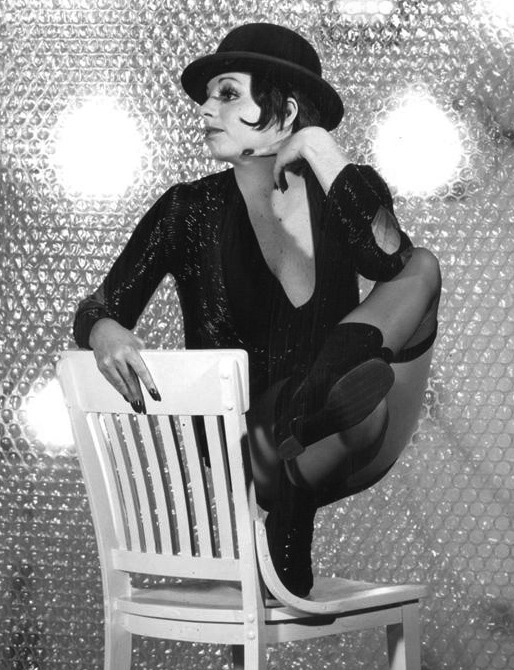
Liza Minnelli dans la comédie Cabaret en 1972.

La première occurrence du mot camp sous la forme d'un adjectif  dans un  dictionnaire date de 1909 de l'écrivain James Reding Ware qui en offre une définition dans Passing English of the Victorian Era. Le terme apparait en 1920 aux États-Unis dans la revue critique d'un spectacle intitulé Bits of Miilinery dans la forme d'un verbe. En 1923, le poète américain Robert McAlnon l'emploie sans sa forme nominale dans le recueil de nouvelles A Companion Volume. La presse populaire britannique emploie le terme dans les années 1940. L'écrivain britannique Christopher Isherwood en offre la première définition dans le roman The World in the Evening (1954). 
L'écrivain en avait écrit auparavant une sorte d'illustration du style camp en 1939 dans son recueil de nouvelles Goodbye to Berlin (Adieu à Berlin) qui inspirera le film musical Cabaret réalisé par Bob Fosse en 1972, explicitement tiré du livre de Christopher Isherwood. Le film et deux de ses acteurs principaux Liza Minnelli (dans le rôle de Sally Bowles) et Joel Grey (qui surjoue le maître de cérémonie, très maquillé en clown ambigu : lucide et inquiétant, décadent et fantasque, drôlatique et visionnaire), d'ailleurs tous deux oscarisés pour ce film, sont devenus des icônes du style camp. 
Cette définition d'Isherwood en quelques paragraphes introduit une différence entre ce qui est intentionnellement camp (défini comme low camp et aussi dans le jargon ultérieur en anglais qualifié de campy) et ce qui l'est mais sans intention préalable (high camp ou qualifié de campy plus tardivement).   

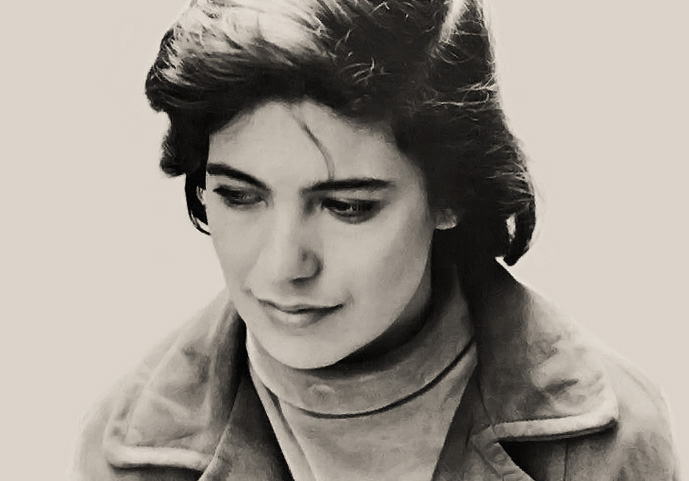
Susan Sontag, autrice de l'ouvrage ' publié en 1964.

En 1964, Susan Sontag, qui est « est la première à théoriser ce mouvement » publie son premier essai, remarqué, sous le titre Notes on Camp (traduit en français en 2022 sous le titre « Le Style Camp (en) ». L'essai décrit et analyse l'esthétique camp et la rend célèbre, voire la popularise. Sontag dans cet essai la reconnaît et la fait enfin reconnaître comme un style artistique à part entière qui investit plusieurs domaines artistiques et champs d'expression, au-delà de sa sphère d'origine la culture gay. Elle y mentionne aussi la définition tirée du roman de Christopher Isherwood, The World in the Evening :   
« You thought it meant a swishy little boy with peroxided hair, dressed in a picture hat and a feather boa, pretending to be Marlene Dietrich? Yes, in queer circles they call that camping. … You can call [it] Low Camp…High Camp is the whole emotional basis for ballet, for example, and of course of baroque art … High Camp always has an underlying seriousness. You can't camp about something you don't take seriously. You're not making fun of it, you're making fun out of it. You're expressing what’s basically serious to you in terms of fun and artifice and elegance. Baroque art is basically camp about religion. The ballet is camp about love … ».
Samuel R. Delany, un écrivain de science-fiction afro-américain bisexuel qui a vécu dans l'East Village à New York, décrit sa première rencontre avec le terme camp dans son essai Coming / Out de 1997. Il travaillait alors au début des années 1960 à la réfection d'un théâtre dirigé par deux hommes gays. Il indique que le mot dérive de camp follower pour évoquer les prostituées qui suivaient les camps militaires en Europe. Indiquant la place et le goût dans la culture homosexuelles des rassemblements militaires composés uniquement d'hommes, Delany indique que le terme a dérivé vers l'utilisation de mad camp ou to have a mad camp durant la première guerre mondiale en Angleterre. Cette forme d'utilisation était la plus courante et fut ramenée aux États-Unis par les soldats américains.

## Délimitations ducamp
L'historien gay du cinéma Richard Dyer décrit le camp comme l'une des caractéristiques qui expriment l'appartenance d'un individu au groupe des hommes gays. Historiquement au XIXe siècle, le camp permettait aux hommes gays de comprendre des conventions de genre et de sexualité et de démythifier les formes de la culture dominante en se mettant en scène soi-même, par l'utilisation de l'ironie ou de l'humour. Le camp comprend alors un double sens, permettant d'une part d'exister dans un univers hétérosexuel, et, d'autre part, de s'adresser indirectement à des personnes issues de cette même culture gay. Cet usage du camp comme double sens fut de nouveau employé lors de la Seconde Guerre mondiale, en raison de la répression des homosexuels.    
Pour Dyer, le camp s'oppose au butch, autrement dit aux conventions masculines rigides et viriles. L'humour « folle » (Quentin Crisp, Will et Grace) et les performances de drag queens (RuPaul's Drag Race) sont par exemple des formes d'expression camp.
Jack Babuscio décrit le camp comme l'ensemble de ce qui, chez une personne, dans une situation ou dans une activité, est l'expression d'une sensibilité gay. Il identifie quatre caractéristiques du camp : l'ironie, l'esthétisme, la théâtralité et l'humour. Le camp est tout à la fois un regard porté sur la culture hétérosexuelle et une esthétique. Une œuvre est donc camp quand elle est interprétée comme telle au sein de la sous-culture gay ou quand elle est elle-même l'expression d'une sensibilité gay : par exemple, le film Mommie Dearest est un classique camp grâce à l'interprétation ironique qui en a été faite au sein de la sous-culture gay masculine, tandis que les films de John Waters sont l'expression d'une sensibilité camp.

## Par pays

### En France
En France, le camp commence à être visible au théâtre dans les années 1970 : en réaction à la pièce La Cage aux folles, plusieurs homosexuels proposent leurs propres spectacles, où se développent une esthétique et un propos camp, fortement liés au travestissement et à l'homosexualité folle. C'est en particulier le cas de la troupe Les Mirabelles, fondée en 1974, mais aussi du spectacle d'Alain Marcel, Essayez donc nos pédalos.
L'écrivain Pascal Françaix a consacré trois ouvrages à l'étude du camp dans le cinéma anglo-saxon.

## Par média

### Cinéma
(avril 2022).
En 2013, le journaliste de Slate J. Bryan Lowder a décrit le film Gravity comme un futur classique camp.
- Chut... chut, chère Charlotte (Hush... Hush, Sweet Charlotte)
- Comment se débarrasser de son patron (Nine to Five)
- Flaming Creatures de Jack Smith
- Hairspray
- Hocus Pocus
- Hold Me While I'm Naked de George Kuchar
- La Mort de Maria Malibran (Der Tod der Maria Malibran)
- La mort vous va si bien (Death Becomes Her)
- La Vallée des poupées (Valley of the Dolls)
- Les Valeurs de la famille Addams (Addams Family Values)
- Maman très chère[16] (Mommie Dearest)
- Pink Flamingos
- Pink Narcissus
- Qu'est-il arrivé à Baby Jane ? (What Ever Happened to Baby Jane?)
- Serial Mother
- Showgirls
- Scorpio Rising
- The Rocky Horror Picture Show
- M3GAN

### Séries
(avril 2022).
- Absolutely Fabulous
- Dallas
- Desperate Housewives
- Drôles de dames (Charlie's Angels)
- Dynastie (Dynasty) et son reboot du même titre
- French and Saunders
- Riverdale
- RuPaul's Drag Race
- Scream Queens
- Tim and Eric Awesome Show, Great Job!
- True Blood
- Ugly Betty
- Will et Grace (Will and Grace)

### Mode
Le camp, sujet de la nouvelle exposition du Metropolitan Museum of Art de New York, Camp: Notes on Fashion, était le thème du Met Gala 2019,. Il est repris dans le 6e épisode de la 2e saison de « Next in Fashion » sur Netflix  où les designers doivent s’en inspirer pour créer leur look. 

### Musique
Daisy Jones décrit All the Things She Said comme la fusion du camp de Believe et des sonorités industrielles d'Evanescence.